# Campeonato Nacional de Fútbol Femenino de Portugal
El Campeonato Nacional de Fútbol Femenino de Portugal (en portugués Campeonato Nacional de Futebol Feminino), conocido por motivos de patrocinio Liga BPI,  es la máxima categoría de la liga portuguesa de fútbol femenino. 
Fue creada en 1993, aunque desde 1985 ya se jugaba una Copa Nacional a modo de campeonato nacional. Actualmente la juegan 12 equipos, con una plaza para la Champions League y dos plazas de descenso. El Boavista FC y el SU 1º de Dezembro son los equipos más laureados de la liga, con sendos períodos de monopolio.

## Sistema de campeonato
Desde la temporada 2016-17 compiten 12 equipos en un sistema de todos contra todos, de local y visita. Los dos últimos clubes descienden al Campeonato Nacional II Divisão de Futebol Feminino. El ganador del campeonato nacional clasifica a la ronda clasificatoria de la Liga de Campeones Femenina de la UEFA.

## Clubes

### Equipos temporada 2018-19
| Equipo               | Ciudad             | Fundación |
| -------------------- | ------------------ | --------- |
| GDC A-dos-Francos    | A dos Francos      | 1976      |
| Atlético Ouriense    | Ourém              | 1949      |
| Boavista F. C.       | Oporto             | 1903      |
| Sporting Braga       | Braga              | 2016      |
| Clube de Albergaria  | Albergaria-a-Velha |           |
| G.D. Estoril Praia   | Estoril            | 1939      |
| C. F. Benfica        | Benfica            | 1990      |
| C. S. Marítimo       | Funchal            | 1910      |
| A. D. Ovarense       | Ovar               | 1921      |
| Sporting de Lisboa   | Lisboa             | 1990      |
| Valadares Gaia F. C. | Valadares          | 2011      |
| Vilaverdense F. C.   | Vila Verde         | 1953      |
| S. L. Benfica        | Lisboa             | 2017      |

## Palmarés
ref.

### Taça Nacional
- 1985-86: Boavista FC
- 1986-87: Boavista FC
- 1987-88: Boavista FC
- 1988-89: Boavista FC
- 1989-90: Boavista FC
- 1990-91: Boavista FC
- 1991-92: Boavista FC
- 1992-93: Boavista FC

### Campeonato Nacional
| Temporada | Campeón                                     | Subcampeón                                  | Tercer lugar                                |
| --------- | ------------------------------------------- | ------------------------------------------- | ------------------------------------------- |
| 1993–94   | Boavista (9)                                | Trajouce                                    |                                             |
| 1994–95   | Boavista (10)                               | Lobão                                       | 1º de Dezembro                              |
| 1995–96   | Lobão                                       |                                             |                                             |
| 1996–97   | Boavista (11)                               |                                             |                                             |
| 1997–98   | Gatões                                      |                                             |                                             |
| 1998–99   | Gatões (2)                                  | Boavista                                    | 1º de Dezembro                              |
| 1999–2000 | 1º de Dezembro                              |                                             |                                             |
| 2000–01   | Gatões (3)                                  | 1º de Dezembro                              | Boavista                                    |
| 2001–02   | 1º de Dezembro (2)                          |                                             |                                             |
| 2002–03   | 1º de Dezembro (3)                          |                                             |                                             |
| 2003–04   | 1º de Dezembro (4)                          |                                             |                                             |
| 2004–05   | 1º de Dezembro (5)                          | Várzea                                      | Marítimo Murtoense                          |
| 2005–06   | 1º de Dezembro (6)                          | Marítimo Murtoense                          | Várzea                                      |
| 2006–07   | 1º de Dezembro (7)                          | Boavista                                    | Várzea                                      |
| 2007–08   | 1º de Dezembro (8)                          | Boavista                                    | Várzea                                      |
| 2008–09   | 1º de Dezembro (9)                          | Boavista                                    | Beira-Mar Almada                            |
| 2009–10   | 1º de Dezembro (10)                         | Escola                                      | Clube de Albergaria                         |
| 2010–11   | 1º de Dezembro (11)                         | Cadima                                      | Escola                                      |
| 2011–12   | 1º de Dezembro (12)                         | Boavista                                    | Clube de Albergaria                         |
| 2012–13   | Atlético Ouriense                           | Clube de Albergaria                         | 1º de Dezembro                              |
| 2013–14   | Atlético Ouriense (2)                       | GDC A-dos-Francos                           | C. F. Benfica                               |
| 2014–15   | C. F. Benfica                               | Valadares Gaia F. C.                        | Atlético Ouriense                           |
| 2015–16   | C. F. Benfica                               | Clube de Albergaria                         | Valadares Gaia F. C.                        |
| 2016–17   | Sporting de Lisboa                          | Sporting Braga                              | C. F. Benfica                               |
| 2017–18   | Sporting de Lisboa (2)                      | Sporting Braga                              | G.D. Estoril Praia                          |
| 2018–19   | Sporting Braga                              | Sporting de Lisboa                          | C. F. Benfica                               |
| 2019–20   | Cancelado debido a la pandemia por COVID-19 | Cancelado debido a la pandemia por COVID-19 | Cancelado debido a la pandemia por COVID-19 |
| 2020–21   | Benfica                                     | Sporting de Lisboa                          | Sporting Braga                              |
| 2021–22   | Benfica (2)                                 | Sporting de Lisboa                          | Sporting Braga                              |
| 2022–23   | Benfica (3)                                 | Sporting de Lisboa                          | Sporting Braga                              |